# Hühnerhochhaus
Als Hühnerhochhaus wurde ein 1967 eröffnetes zehnstöckiges Gebäude in einem Industriegebiet im Berliner Ortsteil Neukölln bezeichnet. Hier war seinerzeit die größte Legebatterie in Europa mit einer Kapazität von 150.000 Legehennen untergebracht. Tierschützer protestierten gegen die Anlage. So wurde der Bau des Hauses ein Auslöser zur Frage, ob Eier aus Freilandhaltung den Produkten aus Käfigzucht vorzuziehen seien.
1972 wurde die Anlage wegen mangelnder Rentabilität geschlossen. Das Hochhaus blieb erhalten und wird von mehreren Gewerbebetrieben genutzt.

## Bau
Im Jahr 1966 begann der Bau des Hauses im Boschweg in einem Industriegebiet im Südosten des damaligen Stadtbezirks Neukölln dicht an der Grenze zu Ost-Berlin. Bauherr war der Architekt Günther Göde, der zuvor andere Legebatterien entworfen hatte. Mehrere Partner unterstützten ihn, hinzu kamen erhebliche öffentliche Mittel. Göde war auch Eigentümer des Objektes und gründete eine Betriebsgesellschaft für das Projekt. Die Anlage galt als „größtes Hennensilo Europas“. Das Haus wurde für 150.000 Tiere genutzt, ein Ausbau auf 250.000 Hühner war geplant. Diese Erweiterung wurde nicht umgesetzt.
Das Gebäude besteht aus Beton mit Aluminiumverkleidung und ist 40 Meter hoch, 40 Meter lang und 18 Meter breit. Die Baukosten betrugen 10 Millionen DM.

## Kritik am Projekt
Der Bau der Anlage führte zu heftigen Protesten bei Tierschützern.

„Der Bau des Europa-Centers entlockte den Berlinern Lob und Anerkennung; gegen den zehngeschossigen Neubau aus Stahlbeton in Neukölln hingegen laufen sie Sturm und berufen sich dabei auf ihre sprichwörtliche Tierliebe.“

Der Berliner Tierschutzverein rief dazu auf, dass die Hausfrauen beim Einkauf darauf achten sollten, ob die Eier von „freien“ oder „eingekerkerten“ Hühnern stammen. Bernhard Grzimek wandte sich 1967 an den damaligen  Landwirtschaftsminister Hermann Höcherl, um gegen die Einrichtung zu protestieren. Es war der erste Einsatz von Grzimek gegen die Käfighaltung von Hühnern, später folgten eine Reihe weiterer. Grzimek verwies auf körperliche Schäden, die die Hühner durch die „Tierquälerei“ erleiden würden und schrieb:

„Wir würden jegliche Berechtigung verlieren, gegen den alljährlichen Singvogelmord in Italien, gegen die Stierkämpfe und ähnliche Grausamkeiten zu protestieren, wenn wir den hier in Frage stehenden Zustand weiter dulden würden.“

Auf Initiative des SPD-Abgeordneten Fritz Büttner, der dem Projekt gegenüber kritisch eingestellt war, besuchte im Jahr 1969 der Innenausschuss des Deutschen Bundestages das Hühnerhochhaus. Der Besuch rief einen vergleichsweise positiven Eindruck hervor, insbesondere konnten Gerüchte, dass sich die Hühner wegen der Enge ihre Federn ausreißen würden, nicht bestätigt werden.
Anlieger kritisierten die Geruchsbelästigung durch die Hühnerkottrocknung. Erste Beschwerden gab es bereits 1967, als die Anlage nur mit 27.000 statt am Ende 150.000 Hennen belegt war. Nach mehreren gerichtlichen Auseinandersetzungen wurde schließlich auf die Trocknung des Kots im Objekt verzichtet und dieser abtransportiert und andernorts getrocknet.

## Betrieb als Legebatterie

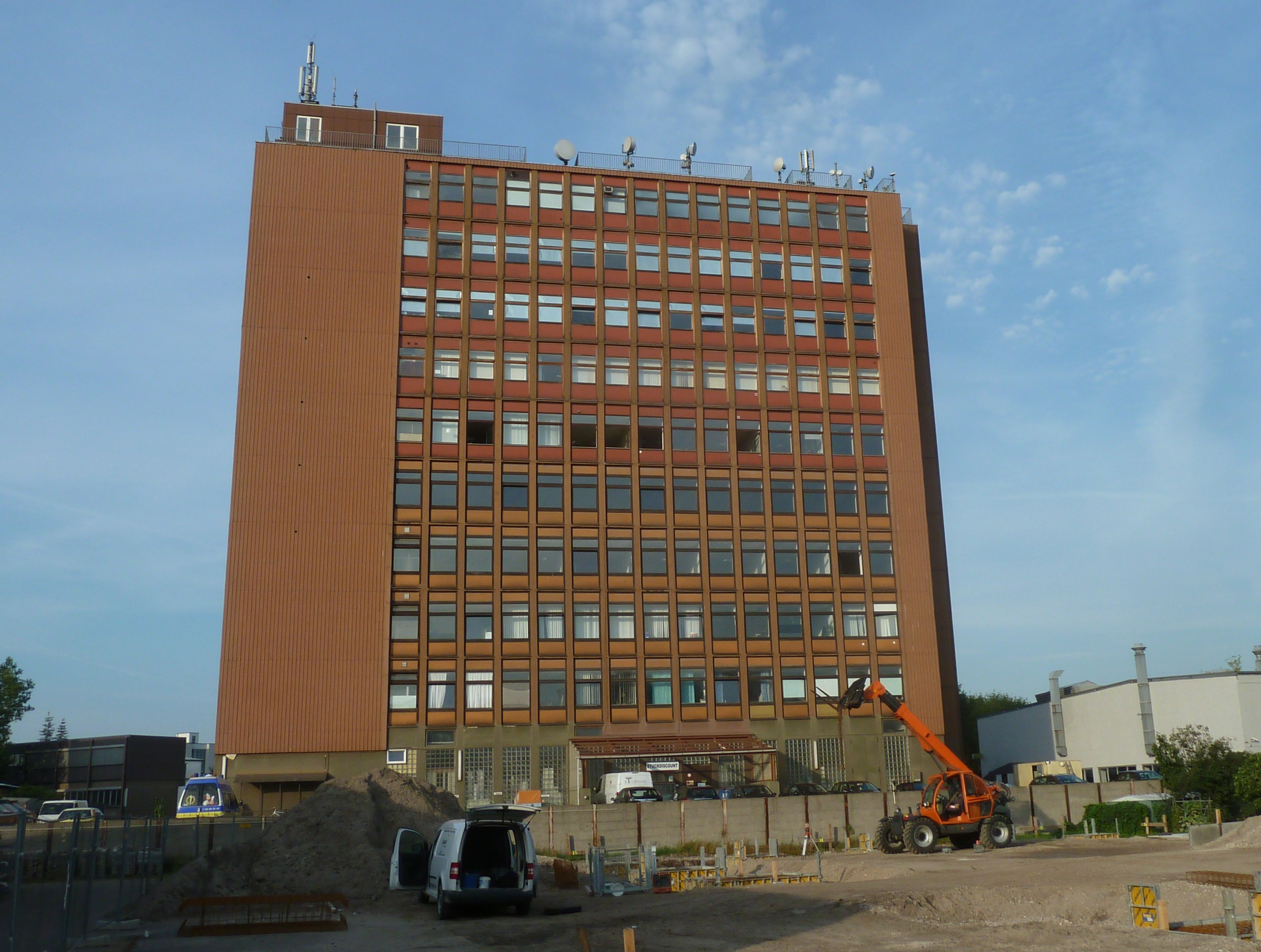
Ansicht des Hauses von Osten

Geplant war, dass das Hühnerhochhaus ein Siebtel bis ein Achtel des West-Berliner Bedarfs an Eiern decken sollte. Die Legehennen kamen im Alter von vier Monaten in die Anlage, wo sie acht Monate lebten und anschließend geschlachtet wurden. Dies bedeutete, dass monatlich knapp 20.000 neue Hennen in das Objekt gebracht wurden. Die Tag- und Nachtzyklen im Haus wurden über künstliche Beleuchtungsschaltungen verwirklicht. Die Hühner waren in Spezialkäfigen einer britischen Firma untergebracht. Automatisch wurden Futter gestreut, die Eier eingesammelt und der Kot in eine Trockenanlage befördert. Täglich fielen etwa 40 Tonnen Kot an. Für den Betrieb des gesamten Unternehmens waren 30 Mitarbeiter nötig.
Aufgrund von „tierpsychologischen Berechnungen“, die 500 cm² Bodenraum für eine Henne als ausreichend ansahen, hatten die Boxen eine Fläche von 2000 cm² für jeweils vier Tiere. Die Zeit gab den Standpunkt des zuständigen Tierarztes wieder:

„Drei Hühner können parallel stehen, eins nimmt in Querlage den Hintergrund ein. Hat das hintere Huhn Hunger oder Durst, dann kann es in zehn Minuten eines der vorn stehenden Hühner nach hinten abdrängen. Und das sei ein ganz kollegialer Rhythmus.“

Finanziell entwickelte sich die Anlage nicht positiv. Einerseits waren die Kosten für die Haltung im Hochhaus von vornherein recht hoch, unter anderem mussten die Eier per Fahrstuhl erst zur Sortieranlage im Erdgeschoss transportiert werden. Andererseits war das Jahr 1970 das wirtschaftlich schwierigste für die West-Berliner Hühnerwirtschaft seit 20 Jahren. Zwar konnte das Hochhaus die Zahl von 150.000 Hühnern noch halten, während in den übrigen West-Berliner Betrieben von zuvor insgesamt 180.000 Hühnern 50.000 abgeschafft wurden. Im Folgejahr wurde die Marktsituation nicht besser, die Eierpreise sanken weiter. Zum 31. März 1972 wurde die Hühneraufzucht im Hochhaus wegen fehlender Rentabilität eingestellt. Auch die Einnahmen aus dem Verkauf des getrockneten Kots reichten nicht aus, die hohen Betriebskosten zu decken. Die billigen Kunststoffboxen aus englischer Produktion erwiesen sich für den Alltagsbetrieb als untauglich. Die Kotbänder rissen häufig. Ein zeitgenössischer Bericht schrieb, die Voll-Kunststoffbatterie „erlebte ihr Waterloo im Berliner Hühnerhochhaus“. Nach einem Ersatz der Boxen durch andere Geräte funktionierte die Anlage zwar, wurde aber dennoch nicht rentabel.

## Spätere Nutzung
Das Gebäude war von vornherein für eine mögliche Nutzung als Lagerhaus ausgelegt worden, nach Einbau von Fenstern auch für Büros. Obwohl zum Zeitpunkt der Schließung der Hühneranlage aufgrund der geringeren Tragfähigkeit der Decken, diverser Feuchtigkeitsschäden, des Geruchs im damals noch fensterlosen Gebäude und eines damaligen Überangebots an Büroräumen eine Weiternutzung skeptisch gesehen wurde, konnte das Gebäude erhalten werden. Es wird als „Gewerbehaus Boschweg“ von verschiedenen, meist kleineren Firmen genutzt, zwei Etagen nutzt der TÜV Rheinland als Schulungszentrum.